# Seringapatão
Shrirangapattana, ocidentalizado como Seringapatam e aportuguesado como Seringapatão, é um cidade no distrito de Mandya, no estado indiano de Karnataka. Situa-se próximo a  grande cidade de Mysore.

## História
Seringapatam (o nome ocidentalizado de Shrirangapattana) foi palco, no século XVIII, de várias batalhas épicas entre a Companhia das Índias Ocidentais Britânicas e o sultão mogol Tipu.
Em 1792 e 1799 o sultão Tippu de Mysore utilizou foguetes contra as tropas britânicas provocando grande destruição nas forças ocidentais e favorecendo o interesse britânico no desenvolvimento destes artefatos como arma de artilharia, fato consumado pelo capitão William Congreve, cujos foguetes foram utilizados contra Napoleão.
Um dos foguetes do Sultão Tippu está agora em exposição no Royal Ordnance Museum no Arsenal Woolwich, perto de Londres.

## Geografia
Shrirangapattana está localizada a 12° 25′ N, 76° 42′ L. Tem uma altitude média de 679 metros (2 227 pés).

## Demografia
Segundo o censo de 2001, Shrirangapattana tinha uma população de 23 448 habitantes. Os indivíduos do sexo masculino constituem 51% da população e os do sexo feminino 49%. Shrirangapattana tem uma taxa de literacia de 68%, superior à média nacional de 59,5%: a literacia no sexo masculino é de 74% e no sexo feminino é de 63%. Em Shrirangapattana, 10% da população está abaixo dos 6 anos de idade.